# Jeux mondiaux de 1985
Navigation
Santa Clara 1981 Karlsruhe 1989
Les Jeux mondiaux de 1985 constituent la deuxième édition des Jeux mondiaux, organisée à Londres, au Royaume-Uni, du 25 juillet au 4 août 1985.

## Épreuves
- Karaté aux Jeux mondiaux de 1985